# Purchena
Purchena – gmina w Hiszpanii, w prowincji Almería, w Andaluzji, o powierzchni 56,47 km². W 2011 roku gmina liczyła 1761 mieszkańców.